# Abolboda acaulis
Abolboda acaulis är en gräsväxtart som beskrevs av Bassett Maguire. Abolboda acaulis ingår i släktet Abolboda och familjen Xyridaceae.

## Underarter
Arten delas in i följande underarter:
- A. a. acaulis
- A. a. scaposa